# Viktor Skrypnyk
Viktor Anatolijovyč Skrypnyk (in ucraino Віктор Анатолійович Скрипник?; Novomoskovsk, 19 novembre 1969) è un allenatore di calcio ed ex calciatore ucraino, di ruolo difensore.

## Palmarès

### Giocatore

#### Club

##### Competizioni nazionali
- Coppa di Germania: 2

Werder Brema: 1998-1999, 2003-2004
- Campionato tedesco: 1

Werder Brema: 2003-2004

### Allenatore

#### Competizioni nazionali
- Campionato lettone: 1

Riga FC: 2018
- Coppa di Lettonia: 1

Riga FC: 2018